# Nagylajosfalva
Nagylajosfalva (szerbül Падина / Padina, németül Ludwigsdorf) település Szerbiában, a Vajdaságban a Dél-bánsági körzetben. Közigazgatásilag Antalfalvához tartozik.

## Fekvése
Antalfalva keleti szomszédságában fekszik.

## Története
Nagylajosfalva (Padina, Lajosfalva) telepítését 1804-ben határozták el, a település lakossága 1806-ban költözködhetett be a felépült házakba. 1808. június 6-án kelt rendelet szerint a falu neve Ludwigsdorf lett.
A katonai határőrvidéki ezredparancsnokságnak a vízhiány miatt sok baja volt a lakossággal, mivel a falu rendkívül sokat szenvedett a vízhiány miatt és különösen a zsellérek többször is kérelmezték a kivándorlás megengedését, 1814-ben már az egész lakosság.
1806-ban az ezredparancsnokság elrendelte az első kút ásását, 1814. után pedig még több kutat ástak, ezek a torontál vármegyei kutak között a legmélyebbek.
1872-ben a falu Torontál vármegyéhez került.

## Népesség

### Demográfiai változások
| 1948 | 1953 | 1961 | 1971 | 1981 | 1991 | 2002 | 2011 |
| ---- | ---- | ---- | ---- | ---- | ---- | ---- | ---- |
| 5309 | 5654 | 6197 | 6362 | 6367 | 6076 | 5760 | 5531 |

## Nevezetességek
- Evangélikus temploma - 1841-ben épült

## Jegyzetek

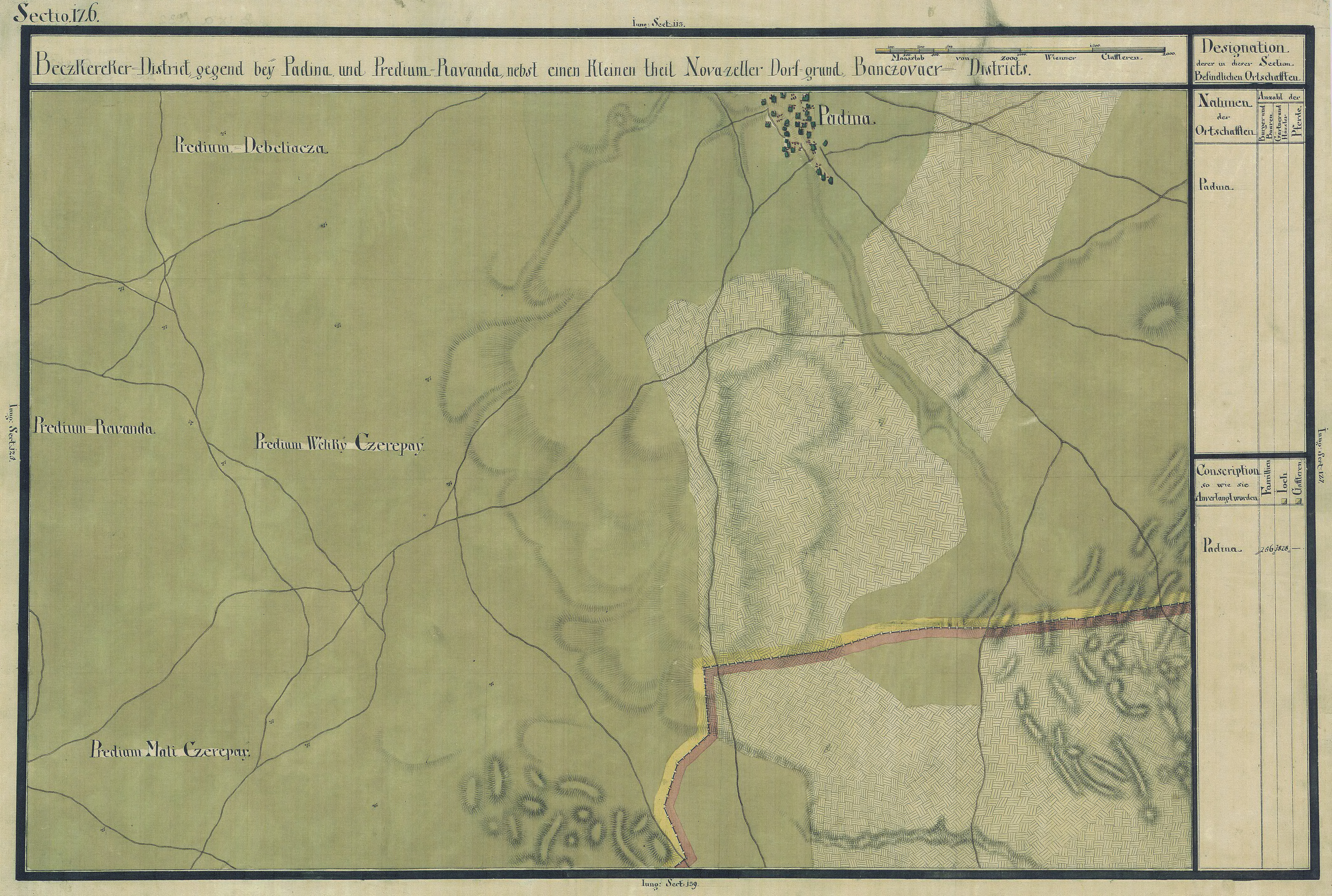
Nagylajosfalva egy régi térképen